# Subaru Corporation
La Subaru Corporation (formalmente nota fino al 2017 come Fuji Heavy Industries Ltd. (富士重工業株式会社?, Fuji Jūkōgyō Kabushiki-gaisha), sigla FHI), è una società giapponese attiva nel settore meccanico; è nota prevalentemente in quanto detentrice del marchio automobilistico Subaru.
Le origini della Fuji Heavy Industries risalgono alla Nakajima Hikōki, azienda aeronautica famosa per la produzione di aerei militari nel corso della seconda guerra mondiale, che venne smembrata durante il periodo di occupazione da parte degli alleati.
La nascita ufficiale della società risale al 15 luglio 1953, risultato dell'accorpamento di cinque diverse aziende (Fuji Kogyo, Fuji Jidosha Kogyo, Omiya Fuji Kogyo, Utsunomiya Sharyo e Tokyo Fuji Sangyo) che diedero origine a uno dei maggiori produttori giapponesi di mezzi di trasporto.

## Storia
Le notizie sulla storia della società sono aggiornate al dicembre 2011.
Sviluppatasi autonomamente fino alla seconda metà degli anni sessanta, la FHI venne interessata nel 1968 dal processo di accorpamento delle principali aziende automobilistiche giapponesi, caldeggiato dal governo guidato dal primo ministro Eisaku Satō. In questo periodo la Nissan Motor ne divenne il principale azionista, acquisendo il 20% del capitale sociale e mantenendone la maggioranza relativa fino al 1999 quando, a sua volta, entrò a far parte del gruppo francese Renault.
In questo frangente il pacchetto azionario di proprietà della Nissan venne ceduto alla General Motors che, a sua volta, lo mantenne fino al 2005: il 6 ottobre l'azienda statunitense annunciò la vendita di parte della quota (corrispondente all'8,4% del capitale) alla Toyota, mentre la parte rimanente venne successivamente venduta in borsa.
Infine, il 10 aprile del 2008, la Toyota decise di incrementare la propria quota in FHI fino al 16,7%; tale percentuale è rimasta da allora sostanzialmente immutata.

## Organizzazione
Le notizie sulla struttura organizzativa della società sono aggiornate al dicembre 2011.

### Le aree di business
La Fuji Heavy Industries Ltd. è organizzata operativamente in quattro diversi comparti:
- Automotive Business: è il ramo cui appartiene l'azienda di maggiore notorietà del gruppo, la Subaru; si occupa della produzione di automobili, di autovetture con speciali adattamenti destinate ad utenti con disabilità, di veicoli elettrici[5];
- Aerospace Company: si occupa della produzione di aerei (T-5 e T-7, U-125 e U-125A), elicotteri (Bell UH-1 Iroquois e Boeing AH-64 Apache) e UAV; collabora attivamente con il Ministero della Difesa giapponese in svariati programmi di ricerca e nel supporto logistico per la gestione dei mezzi venduti. Come sub-contraente della Boeing si occupa della realizzazione delle parti centrali delle ali dei Boeing 777 e 787[6].
- Industrial Products Company: la divisione aziendale si occupa della realizzazione di macchinari ed equipaggiamenti per l'industria, di motori per mezzi speciali (motoslitte, ATV, gruppi elettrogeni, motopompe, decespugliatori ecc.), commercializzati con i marchi Subaru e Robin[7].
- Eco Technologies Company: sviluppa e realizza prodotti e sistemi legati alle energie rinnovabili (in particolare pale eoliche), destinati al trasporto ed alla gestione dei rifiuti (autocompattatori) ed i robot per la pulizia delle grandi superfici[8].
- FHI ha interrotto la produzione di autobus e vagoni ferroviari nel 2003.

### Le aziende consociate
Oltre alla casa madre, la struttura organizzativa vede la presenza di diverse aziende sussidiarie (controllate o collegate) situate sia sul territorio giapponese che all'estero:
- in Giappone:
  - Fuji Machinery Co. Ltd. (costruzione e vendita automobili e ricambi);
  - Ichitan Co. Ltd. (costruzione e vendita di automobili e prodotti industriali);
  - Kiryu Industrial Co. Ltd. (costruzione di automobili speciali e distribuzione componenti per automobili);
  - Subaru Tecnica International Inc. (gestione attività sportive, sviluppo e realizzazione di componenti per le competizioni e accessori per il tuning);
  - Subaru Kohsan Co., Ltd. (leasing immobiliare, gestione centri commerciali e agenzie di viaggio);
  - Subaru Finance Co., Ltd. (leasing e finanziamenti finalizzati alla vendita di autovicoli Subaru);
  - Yusoki Kogyo K.K. (costruzione e commercializzazione di mezzi e componenti aeronautici);
  - Tokyo Subaru Inc. (distribuzione e vendita degli autoveicoli a marchio Subaru);
- all'estero:
  - Subaru of America, Inc. (distribuzione e vendita degli autoveicoli a marchio Subaru);
  - Fuji Heavy Industries U.S.A., Inc. (ingegneria di ricerca per gli autoveicoli a marchio Subaru per il mercato del Nord America);
  - Subaru Research & Development, Inc. (ricerca e sviluppo per gli autoveicoli a marchio Subaru);
  - Subaru of Indiana Automotive, Inc. (costruzione automobili a marchio Subaru e Toyota);
  - Subaru Canada, Inc. (distribuzione e vendita degli autoveicoli a marchio Subaru);
  - Subaru Europe N.V./S.A. (distribuzione e vendita degli autoveicoli a marchio Subaru);
  - Subaru of China, Ltd. (distribuzione e vendita degli autoveicoli a marchio Subaru).